# Engarealer ved Ho Bugt
Engarealer ved Ho Bugt este o arie protejată (arie de protecție specială avifaunistică — SPA) din Danemarca întinsă pe o suprafață de 2.711 ha, integral pe uscat.

## Localizare
Centrul sitului Engarealer ved Ho Bugt este situat la coordonatele 55°34′34″N 8°14′33″E / 55.576111°N 8.2425°E.

## Înființare
Situl Engarealer ved Ho Bugt a fost declarat arie de protecție specială avifaunistică în mai 1983 pentru a proteja 7 specii de animale.

## Biodiversitate
Situată în ecoregiunea atlantică, aria protejată nu include niciun habitat protejat.
La baza desemnării sitului se află mai multe specii protejate de  păsări (7): erete de stuf (Circus aeruginosus), erete vânăt (Circus cyaneus), erete cenușiu (Circus pygargus), cristeiul de câmp (Crex crex), gușă albastră (Luscinia svecica), bătăuș (Philomachus pugnax), ciocântors (Recurvirostra avosetta).